# Katarzyna Szafrańska
Katarzyna Irena Szafrańska, po mężu Sosgórnik (ur. 10 lipca 1965 w Nowym Sączu) – polska alpejka, trenerka, olimpijka z Calgary 1988.
Zawodniczka klubu BBTS Włókniarz Bielsko-Biała.
Wielokrotna mistrzyni Polski w:
- zjeździe w roku 1985
- slalomie gigancie w latach 1986–1987, 1989–1992,
- slalomie specjalnym w latach 1988, 1990–1992,
- kombinacji w latach 1987, 1990–1991
- supergigancie w latach 1987, 1992.

Na igrzyskach w Calgary wystartowała w slalomie gigancie zajmując 16. miejsce i w slalomie specjalnym zajmując 17. miejsce.
Brązowa medalistka Uniwersjady w roku 1991 w slalomie gigancie.